# Formatie van Berchem
De Formatie van Berchem of Berchem Formatie (sic, afkorting: Bc) is een geologische formatie in de ondergrond van het noorden van België, met name rondom de stad Antwerpen. De formatie bestaat voornamelijk uit ondiep marien zand. De Formatie van Berchem dagzoomt in het zuiden van de provincie Antwerpen. Verder naar het noorden is de formatie in de ondergrond te vinden als een ongeveer 100 meter dikke laag.

## Omschrijving
De Formatie van Berchem is afgezet in de ondiepe zee die wat tegenwoordig het noorden van België is in het Mioceen bedekte. De belangrijkste lithologie is groenig tot zwartig glauconietrijk fijn zand met een ouderdom van het Laat-Aquitanien (21 miljoen jaar geleden) tot en met het Serravallien (tot 11 miljoen jaar geleden). Er komen kleiige lagen voor en de formatie is rijk aan fossielen van met onder andere mollusken.

## Stratigrafie
In de omgeving van Antwerpen is de formatie onderverdeeld in de Zanden van Edegem, de Zanden van Kiel en de Zanden van Antwerpen. In de Kempen is de formatie onderverdeeld in de Zanden van Antwerpen en de Zanden van Zonderschot. Op sommige plekken wordt nog een onderste lid onderscheiden in het Grind van Burcht. Dit bestaat uit conglomeraat ontstaan tijdens de transgressie van de zee, bestaande uit fosforiet- en schelpfragmenten, haaientanden en uit de Boomse Klei verspoelde septaria.
De Formatie van Berchem ligt op de Oligocene formaties van Boom en Voort. Ze wordt overdekt door de Laat-Miocene Formatie van Diest. Over de grens met Nederland vormen de afzettingen van de Formatie van Berchem een onderdeel van de Formatie van Breda.